# Bellingwedde
Bellingwedde (en groninguès, Wedde-Bennewòl) és un antic municipi de la província de Groningen, al nord dels Països Baixos. L'1 de gener del 2009 tenia 9.205 habitants repartits sobre una superfície de 110,07 km² (dels quals 1,75 km² corresponen a aigua).

## Nuclis de població
| Ciutat       | Població |
| ------------ | -------- |
| Bellingwolde | 2.590    |
| Blijham      | 2.260    |
| Vriescheloo  | 720      |
| Wedde        | 630      |
| Rhederbrug   | 610      |
| Veelerveen   | 610      |
| Morige       | 430      |
| Wedderheide  | 260      |
| Wedderveer   | 140      |
| Oudeschans   | 90       |
| Klein-Ulsda  | 50       |
| Bron: CBS    |          |

## Administració
El consistori actual, després de les eleccions municipals de 2007, és dirigit pel conservador 	Erik Triemstra. El consistori consta de 13 membres, compost per:
- Partit del Treball, (PvdA) 5 escons
- Plaatselijk Belang Bellingwedde, 3 escons
- Crida Demòcrata Cristiana, (CDA) 2 escons
- GroenLinks 2 escons
- Partit Popular per la Llibertat i la Democràcia, (VVD) 1 escó